# Convoi Z1 du 13 décembre 1943
Le convoi Z1 du 13 décembre 1943 est un des convois de la déportation des Juifs et des Tziganes de Belgique. Il emmena 132 Personnes principalement des Turcs, des Roumains et des Tshurara Hongrois (ethnie rom)à destination de Buchenwald pour les hommes et de Ravensbrück pour les femmes. 